# Paulo Azi
Paulo Velloso Dantas Azi (Salvador, 14 de Janeiro de 1963), ou simplesmente Paulo Azi, é um engenheiro civil, administrador de empresas e político brasileiro, atualmente Deputado Federal pelo Estado da Bahia, filiado ao União Brasil.

## Carreira
Filho do ex-deputado federal Jairo Azi, Paulo Azi formou-se em Engenharia Civil pela Universidade Federal da Bahia em 1986 e em Administração de Empresas pela Universidade Católica de Salvador em 1991.
Entre 1988 e 1990 foi coordenador regional da Companhia Brasileira de Armazenamento (CIBRAZEM).  
Depois assumiu a Diretoria de Operações da Companhia de Engenharia Rural da Bahia (CERB) de 1991 a 1999. 
Foi ainda Superintendente de Recursos Hídricos e Saneamento de Salvador entre 1999 e 2002.

#### Eleições
Nas eleições de 2002 teve êxito na sua primeira candidatura, tendo sido eleito Deputado Estadual. 
Foi reeleito em 2006 e 2010. 
Nas eleições de 2014 foi eleito deputado federal, obtendo renovação do mandato em 2018 e em 2022.

## Ligações Externas
- Perfil Oficial no portal da Câmara dos Deputados
- Perfil Oficial no portal da Assembleia Legislativa da Bahia
- Site Oficial